# Tellima cymbalaria
Tellima cymbalaria là một loài thực vật có hoa trong họ Saxifragaceae. Loài này được (Torr. & A. Gray) Steud. miêu tả khoa học đầu tiên năm 1841.